# Коренников, Александр Владимирович
Александр Владимирович Коренников (26 сентября 1969, Ленинград) — российский журналист, главный редактор Парламентской газеты с 2012 по 2025 гг. Заслуженный журналист Российской Федерации (2024).

## Биография
В 1993 году окончил факультет журналистики СПбГУ.
В 1986—2002 годах — на Ленинградском радио, корреспондент «Радио России», корреспондент радио «Эхо Петербурга», ведущий программ «Радио России-Петербург».
В 2002—2008 годах — ведущий программы «Вести недели-Санкт-Петербург», «События недели» (ГТРК «Санкт-Петербург»), ведущий программы «Валентина Матвиенко. Диалог с городом».
В 2008—2012 годах — пресс-секретарь губернатора Санкт-Петербурга Валентины Матвиенко, председатель Комитета по печати и взаимодействию со средствами массовой информации Санкт-Петербурга.
В 2012—2025 годах — главный редактор «Парламентской газеты». 

## Награды
- Медаль ордена «За заслуги перед Отечеством» II степени (24 июля 2018 года) — за заслуги в развитии отечественной культуры и искусства, средств массовой информации, многолетнюю плодотворную деятельность[1].
- Заслуженный журналист Российской Федерации (2 мая 2024 года) — за заслуги в развитии отечественной журналистики и многолетнюю плодотворную работу[2].
- Юбилейная медаль «МПА СНГ. 25 лет» (12 апреля 2018 года, Межпарламентская ассамблея СНГ) — за заслуги в деле развития и укрепления парламентаризма, за вклад в развитие и совершенствование правовых основ функционирования Содружества Независимых Государств, укрепление международных связей и межпарламентского сотрудничества[3].